# Alexei Gennadjewitsch Djumin

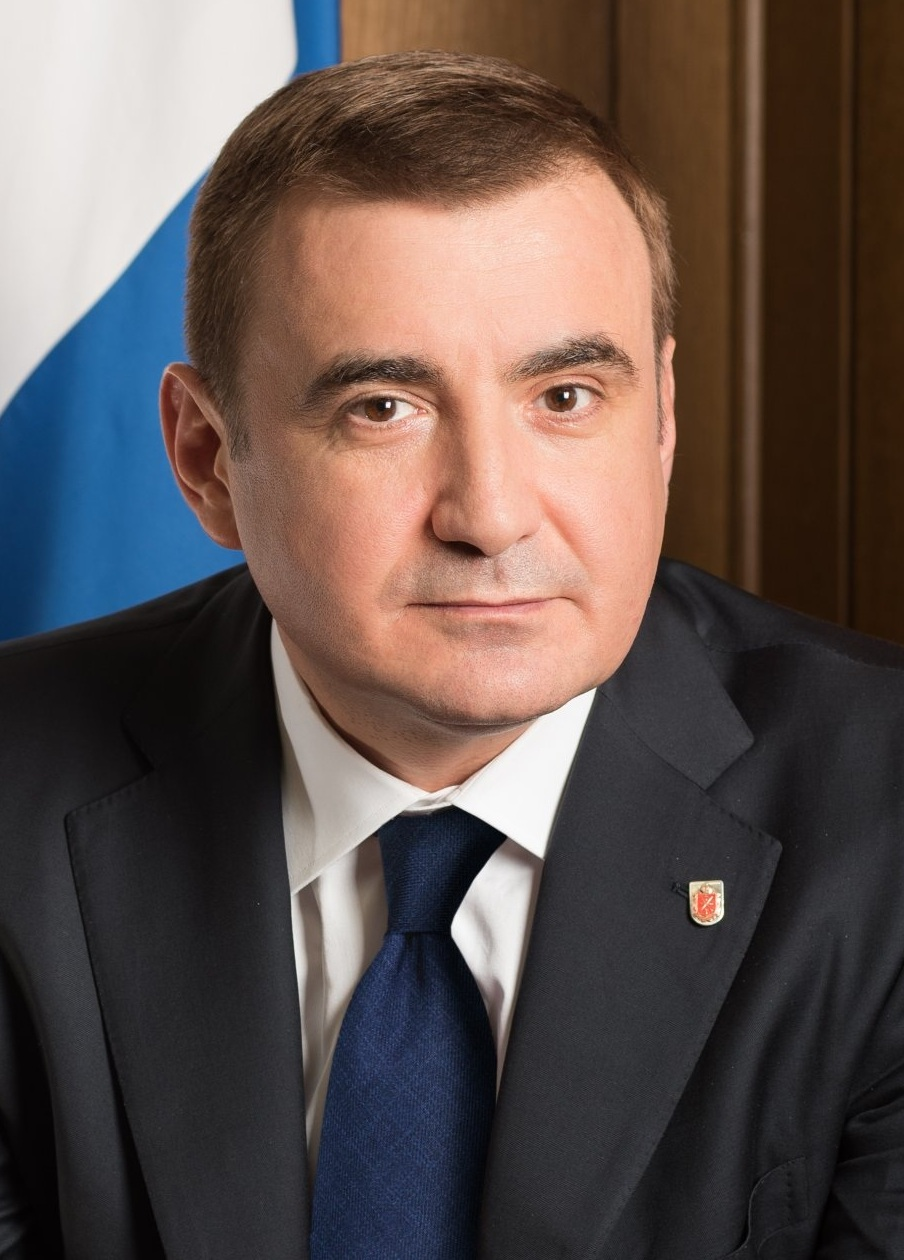
Alexei Djumin (2018)

Alexei Gennadjewitsch Djumin (russisch Алексей Геннадьевич Дюмин; * 28. August 1972 in Kursk) ist ein russischer Politiker, der von 2016 bis 2024 der Gouverneur der Oblast Tula war. Vorher diente er Wladimir Putin und war Chef der russischen Spezialkräfte. Er überwachte auch die Annexion der Krim 2014. Im folgenden Jahr wurde er stellvertretender Verteidigungsminister. Er trägt den Titel Held der Russischen Föderation.

## Leben
Djumin wurde 1972 in Kursk geboren. Sein Vater war ebenfalls General und Mediziner beim russischen Militär. Durch die Versetzungen des Vaters lebte Djumin in der Kindheit in Kaluga und Woronesch. Seine Mutter arbeitete als Lehrerin. Djumin hat einen Bruder, der als Geschäftsmann tätig ist.
Im Jahr 1994 erwarb er einen Abschluss am Militärinstitut für Nachrichtenelektronik in Woronesch. Anschließend diente er im FSB und im FSO. Ministerpräsident Wiktor Subkow berief Djumin im Jahr 2007 zum Sicherheitschef. Fünf Jahre später erfolgte die nächste Ernennung zum stellvertretenden Chef des FSO.
Während Wladimir Putins erster und zweiter Amtszeit (2000 bis 2008) war Djumin Leiter von Putins persönlichem Sicherheitsstab. Nach eigenen Angaben beschützte er Putin vor dem Angriff eines Bären.
Innerhalb des Militärnachrichtendienstes GRU gibt es eine Spezialeinheit, die eine Schlüsselrolle bei der Annexion der Krim im Jahr 2014 spielte. Nach den Angaben der Tageszeitung Kommersant war Djumin für die Evakuierung des ukrainischen Präsidenten Wiktor Janukowytsch zuständig. Djumin selbst hat dies nicht kommentiert und verurteilte Spekulationen darüber als Mythen.
Ab 2015 diente er als Chef des Stabes des russischen Heeres und wurde in den Rang eines Generalleutnants erhoben. Gegen Ende des Jahres 2015 wurde er zum stellvertretenden Verteidigungsminister unter Sergei Schoigu ernannt.
Die Vereinigten Staaten verhängten im April 2018 Sanktionen gegen ihn und 23 andere russische Bürger.
Im Zuge der Kursk-Offensive 2024 wurde bekannt, dass Djumin von Putin beauftragt wurde, die Lage im Oblast Kursk wieder unter Kontrolle zu bringen.

### Gouverneur der Oblast Tula

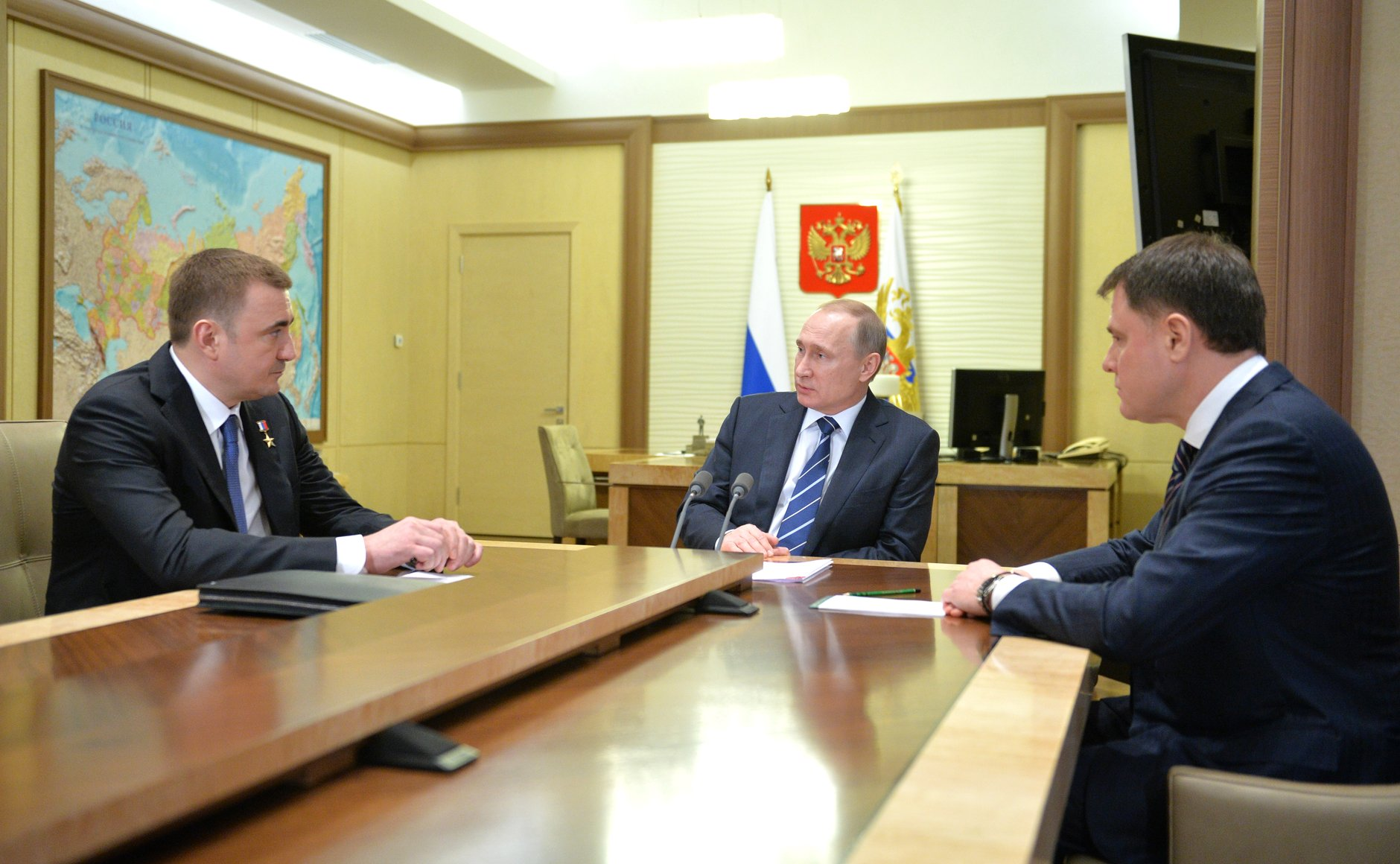
Treffen mit Putin, Djumin und dem damaligen Gouverneur Grusdew

Am 2. Februar 2016 ernannte Wladimir Putin Djumin zum geschäftsführenden Gouverneur der Oblast Tula. Sein Vorgänger, Wladimir Grusdew, schied auf eigenen Wunsch aus. Zwei Tage später übernahm er die Amtsgeschäfte.
Die Wahlen zum Gouverneur sollten im September 2016 stattfinden. Djumin gab am 9. Februar 2016 bekannt, an den Wahlen teilnehmen zu wollen. Er war ein unabhängiger Kandidat und wurde durch die Partei Einiges Russland sowie die LDPR unterstützt. Tula war in dem Jahr die einzige Region, in der die Partei Einiges Russland ohne eigenen Kandidaten antrat. Djumin vereinigte mehr als 84 % der Stimmen auf sich and trat am 22. September 2016 sein Amt an.

### Berater in der Präsidialverwaltung
Im Jahr 2024 wurde Djumin Berater in der Präsidialverwaltung.

## Privates
Alexei Djumin hat mit seiner Frau Olga einen Sohn.
Er spielt Eishockey als Amateur in der Position des Torwarts. Zusätzlich ist er Berater des Klubs SKA Sankt Petersburg.